# کینگستون، شهرستان آتاگا، آلاباما
کینگستون (به انگلیسی: Kingston) یک منطقهٔ مسکونی در ایالات متحده آمریکا است که در آلاباما واقع شده‌است. کینگستون ۱۲۴٫۰۶ متر بالاتر از سطح دریا واقع شده‌است.